# Festivalbar 1964
La prima edizione del Festivalbar si tenne ad Asiago nel mese di agosto del 1964.
La manifestazione fu ideata, organizzata e condotta da Vittorio Salvetti e consisteva in una presentazione di cantanti già affermati e nuovi emergenti, i cui dischi in uscita per l'estate gareggiavano semplicemente attraverso il numero di selezioni che venivano fatte nei jukebox. A vincere la manifestazione era il brano più "gettonato" nel gruppo di canzoni partecipanti.

## Classifica, canzoni e cantanti Campioni
1. Credi a me - Bobby Solo -  (G.Marchetti-G.Sanjust)
2. Chi vede te (Take Me Tonight) - Gene Pitney (Daniele Pace-Schroeder-Gold-Alfred)
3. Perché l'ho fatto - Fabrizio Ferretti (Alberto Testa-Anisfield-Denso)

- Un paio di giorni - Robertino (testo di Mogol e Alberto Testa; musica di Pino Massara)
- L'esercito del surf - Catherine Spaak (testo di Mogol; musica di Iller Pattacini)
- Dorme la città - Andrea Lo Vecchio (Lo Vecchio)
- E adesso te ne puoi andare (I Only Want to Be with You) - Les Surfs (Leo Chiosso-Hawker-Raymonds)

### Classifica, canzoni e cantanti Giovani
1. Ciao ciao ciao (Bye Bye Love) - Pilade (Bryant-Del Prete-Astro Amari)

- Ragazzi come noi - Paki & Paki (Maresca-Zerato-Beretta)
- Dov'ero - An'Neris (Casadei-Rigoni-Simoni)

## Regolamento
Nella prima edizione i brani in gara erano dieci, sette interpretati da Campioni e tre dai Giovani. Non era stata prevista nessuna trasmissione televisiva, ma solo una serata finale sponsorizzata da un'azienda, in cui furono attribuiti i premi.

## Direzione artistica
Vittorio Salvetti